# Tom Jackson

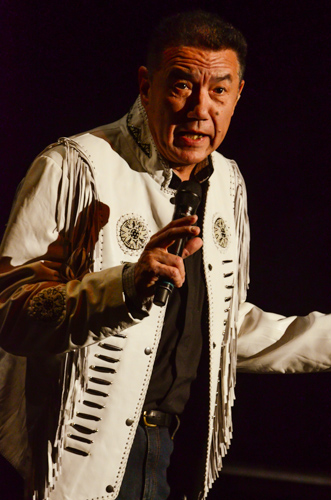
Tom Jackson

Thomas Dale Jackson CC (* 27. Oktober 1948 nahe Batoche, One Arrow Reservat, Saskatchewan, Kanada) ist ein kanadischer Schauspieler, Folk- und Countrysänger.

## Leben und Wirken
Der in seinem Heimatland durch die Organisation wohltätiger Konzerte (Huron Carole) und zahlreiche Filmauftritte bekannte und sehr populäre Sänger ist Sohn einer Cree und eines Engländers und seit 2009 Rektor der in Peterborough (Ontario) gelegenen Trent University.
Er gehört zur Ethnie der Métis und ist Mitglied des Order of Canada.

## Filmografie (Auswahl)
- 1991: Die Rache des Wolfes
- 1993: Medicine River
- 1994: Raumschiff Enterprise: Das nächste Jahrhundert
- 2002: Relic Hunter – Die Schatzjägerin
- 2006: Criminal Intent – Verbrechen im Visier
- 2018: Cardinal (Fernsehserie, 4 Episoden)
- 2019: Outlander (Fernsehserie, 1 Episode)
- 2019: Hard Powder

## Alben
| Jahr | Titel                           |
| ---- | ------------------------------- |
| 1990 | Sally Ann                       |
| 1990 | Love, Lust and Longing          |
| 1996 | No Regrets                      |
| 1997 | Home This Christmas             |
| 1997 | That Side of the Window         |
| 2001 | I Will Bring You Near           |
| 2006 | Singing for Supper On Tour      |
| 2011 | ‘Twas in the Moon of Wintertime |